# (36514) 2000 QA74
2000 QA74 (asteroide 36514) é um asteroide da cintura principal. Possui uma excentricidade de 0.06759910 e uma inclinação de 5.80768º.
Este asteroide foi descoberto no dia 24 de agosto de 2000 por LINEAR em Socorro.